# Charles Sabini
Charles Sabini (nacido como Ottavio Handley; 11 de julio de 1888, Clerkenwell, Londres - 4 de octubre de 1950, Old Shoreham Road, Hove, Inglaterra) fue un corredor de apuestas y criminal inglés de ascendencia italiana.

## Primeros años
Sabini era conocido por muchos nombres además de su nombre de nacimiento de Octavius (u Ottavio) Sabini, pero era más conocido como Charles Darby Sabini o Darby Sabini, y tenía otros alias como Frank Handley.[cita requerida]
Sabini nació como Ottavio Handley  en el 4 Little Bath Street, Saffron Hill, Holborn, Londres, el 11 de julio de 1888.  El área se conocía entonces como la "Pequeña Italia de Londres".  Era el hijo ilegítimo del inmigrante italiano Ottavio Sabini  o el hijo de Charles Handley, un trabajador de la construcción. Su madre era una mujer inglesa conocida como Eliza Handley o Elizabeth Eliza. Fue bautizado como Ottavio Sabini, pero con frecuencia se llamaba a sí mismo Charles o Fred, en referencia a los nombres de sus hermanos. Más tarde, su madre se casó con Ottavio Sabini en la Iglesia de San Pedro, Clerkenwell, el 14 de diciembre de 1898. Otavio Sabini (1853-1902) fue un cochero de ascendencia italiana, a quien Charles más tarde describiría como padre.
Charles Sabini asistió a la escuela en Drury Lane Industrial School, una escuela diseñada para niños descuidados que se consideraban en riesgo de delincuencia hasta 1900. Después de Drury Lane, comenzó en la escuela primaria Laystall Street en Holborn. Finalmente, dejando la escuela en julio de 1902, a los trece años se involucró con el promotor de boxeo Dan Sullivan. Sabini era visto como un luchador prometedor, pero no estaba dispuesto a entrenar duro, por lo que se convirtió en un gorila en las promociones de Sullivan en Hoxton Baths.
Se casó con Annie Emma Potter (1892-1978), hija de William John Potter, en St Paul's en Clerkenwell, el 21 de diciembre de 1913. Los hijos conocidos de la pareja incluyeron al menos tres hijas y un hijo. 
Sabini se establecería una reputación de hombre duro durante una pelea de bar en la casa pública Griffin en Saffron Hill en 1920. Durante la pelea, noqueó a un conocido ejecutor de una pandilla del sur de Londres que había insultado a una camarera italiana. El incidente provocó que Sabini fuera conocido como un protector tanto para italianos como para mujeres en Londres.

## Años de pandillas
Como líder de los Sabini's y "rey de las bandas de hipódromos", dominó el inframundo de Londres y los hipódromos en todo el sur de Inglaterra durante gran parte de principios del siglo XX. Aunque su organización basada en Clerkenwell obtuvo el núcleo de sus ingresos de las estafas de protección de hipódromos operadas contra corredores de apuestas, también estuvo involucrado en una variedad de actividades delictivas que incluyen extorsión, robo, así como en la operación de varios clubes nocturnos. Tenía un estimado de 100 miembros, y se dice que incluye pistoleros sicilianos importados, aunque los Sabinis se originaron en el centro de Italia,  y era notorio por los ataques con hojas de afeitar. En su apogeo, Sabini tenía amplias conexiones policiales y políticas, incluidos jueces, políticos y oficiales de policía. 
Sin competencia en el sur, Sabini se hizo cargo de las estafas de protección fácilmente, lo que llevó a la Asociación de Protección del Hipódromo de Bookmakers and Backers a prescindir de sus servicios. A pesar de esto, se convirtió en el mayor gánster del sur de Inglaterra junto a sus hermanos Joaquín, Augusto y Agustín. Los hombres de Sabini proporcionaron una variedad de "servicios" a los corredores de apuestas, que de hecho no necesitaban, como herramientas que ya tenían como tiza y "puntos y rayas". Darby Sabini controlaba cinco o seis de los que se consideraban los mejores lanzamientos (un lugar para que los corredores de apuestas trabajaran) en cada evento y tenía a sus hombres protegiendo a sus corredores de apuestas que funcionaban en 'diez bob en la libra' (mantenga media libra por cada libra hecha). Las estafas de protección demostraron ser extremadamente rentables y llamaron la atención de otras pandillas como los Birmingham Boys de Billy Kimber. Sabini logró derrotar a Kimber y superar a otro líder de pandillas, Edward Emmanuel, obligándolos a abandonar sus estafas de protección en los hipódromos. En 1929, el Jockey Club y la Bookmakers Protection Association tomaron medidas para evitar que Sabini controlara los mejores lanzamientos y sus otros asuntos en los hipódromos fueron atacados por la policía.
Cuando comenzó a ganar menos dinero, Sabini cambió su negocio a las estafas de protección en las pistas de galgos, así como a los clubes de bebidas y juegos de azar ubicados en el West End de Londres. Sabini logró defenderse de los desafíos de pandillas rivales como los hermanos Cortesi de Saffron Hill y la Mafia Hoxton. El poder de Sabini se basaba en una alianza de corredores de apuestas italianos y judíos y con el surgimiento del fascismo en Italia, el antisemitismo se hizo más común en la comunidad italiana de Londres. 
Después del estallido de la Segunda Guerra Mundial, Sabini fue arrestado en el Hove Greyhound Stadium en abril de 1940 e internado como un enemigo extranjero, a pesar de su parentesco mestizo e incapacidad para hablar italiano. Su internamiento en la Isla de Man hizo que perdiera su posición de autoridad en la industria del crimen organizado en Londres y el sur de Inglaterra. Fue puesto en libertad en 1941, pero en 1943 fue declarado culpable de recibir bienes robados y sentenciado a 3 años de prisión. Mientras tanto, su único hijo fue asesinado en servicio activo para la RAF en Egipto. Después de la guerra, su imperio fue tomado por la familia White dirigida por Alf White y posteriormente por las organizaciones de Jack Spot y Billy Hill. Sabini se estableció en Hove, Sussex, y se convirtió en un corredor de apuestas pequeño.[cita requerida]

## Periodo de posguerra
A pesar de la riqueza de Sabini, no era ostentoso incluso en su apogeo. Rutinariamente usaba una gorra plana, camisa sin cuello, chaleco con botones altos y traje oscuro. Un jefe de pandillas dijo una vez que Sabini "no defendía las libertades", y un corredor de apuestas recordó que "él era el caballero de la mafia pero no temía a nadie". Muchos se refirieron a él como "tío Bob" y dijeron que era cortés y generoso con las mujeres, los niños, los necesitados y la iglesia católica. Sin embargo, otros lo consideraron un gánster malvado y un extorsionista. Un policía declaró que él y sus matones "solían pararse de lado para dejar que los corredores de apuestas vieran los martillos en sus bolsillos". Mientras tanto, se decía que Sabini siempre llevaba una pistola cargada y no dudó en ordenar palizas y cuchillazos para sus rivales. 
Cuando Sabini murió en su casa en Old Shoreham Road, Hove, el 4 de octubre de 1950, dejó poco dinero. Sin embargo, más tarde se descubrió que su empleado tenía 36.000 libras, lo que se creía haber sido el efectivo de Sabini. A pesar de esto, su riqueza estimada al morir fue de £ 3,665, lo que equivale en poder adquisitivo a £ 121,974.74 en 2018.

## En la cultura popular
- En la serie de TV de la BBC, Peaky Blinders, Sabini fue interpretado por el actor australiano-inglés Noah Taylor.